# Służba Zwycięstwu Polski
Służba Zwycięstwu Polski (SZP) – polska organizacja konspiracyjna podczas II wojny światowej,

## Historia

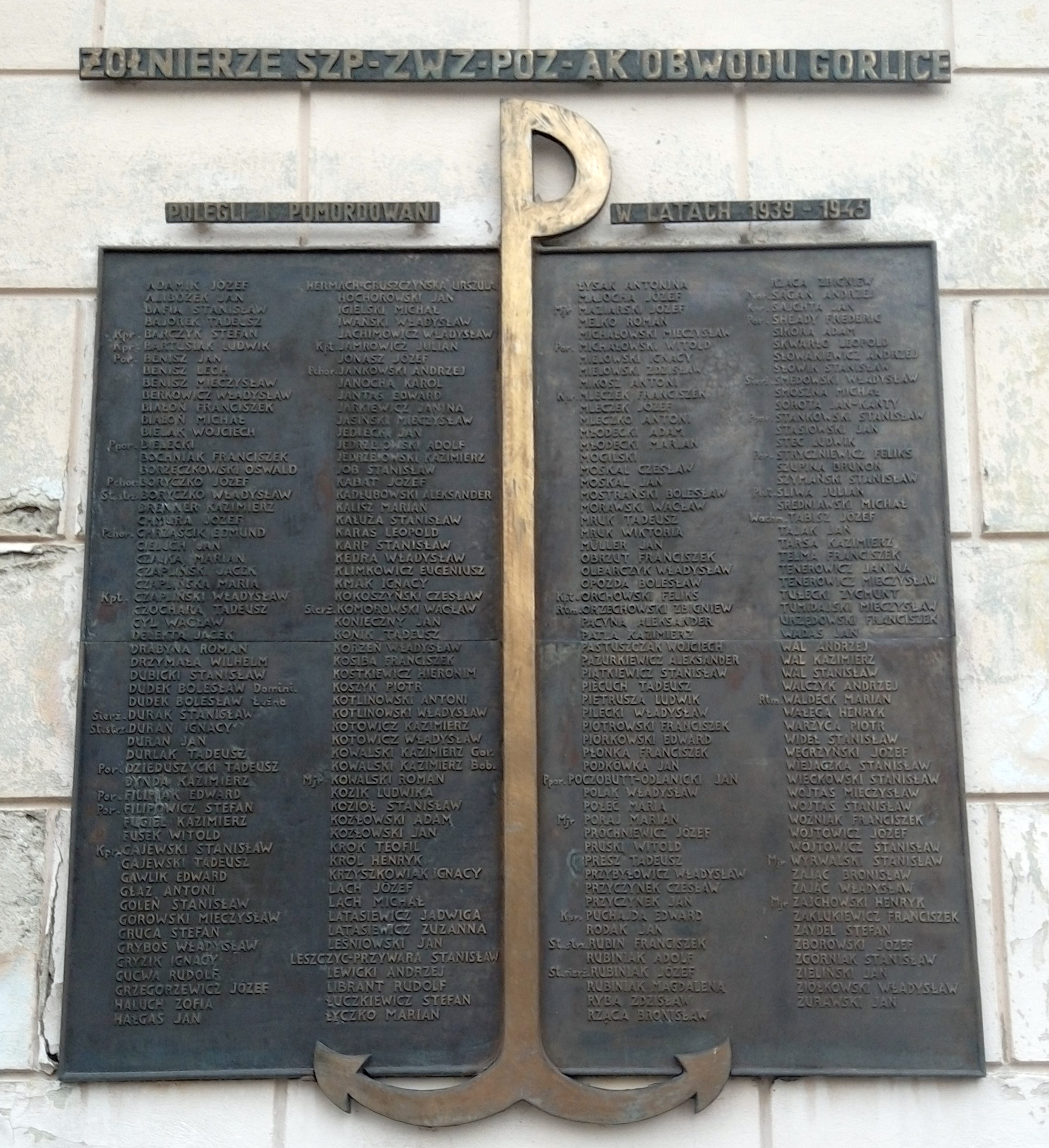
Tablica w Gorlicach upamiętniająca m.in. żołnierzy Służby Zwycięstwu Polski

Organizacja została powołana 27 września 1939, w trakcie kampanii wrześniowej (jeszcze podczas oblężenia Warszawy), na rozkaz dowódcy obrony Warszawy, generała Juliusza Rómmla. Dowódcą SZP został generał brygady Michał Tokarzewski-Karaszewicz.

Dane mi przez Naczelnego Wodza w porozumieniu z rządem pełnomocnictwo dowodzenia w wojnie z najazdem na obszarze całego Państwa  przekazuję gen. bryg. Michałowi Tadeuszowi Tokarzewskiemu – Karaszewiczowi z zadaniem prowadzenia dalszej walki o utrzymanie niepodległości i całości granic.

Cele organizacji obejmowały: walkę o wyzwolenie Polski w granicach przedwojennych, odtworzenie i reorganizację armii polskiej oraz powołanie tymczasowych ośrodków władzy.
Podporządkowała się Rządowi RP na uchodźstwie. Tokarzewski zwrócił się o poparcie do przedstawicieli przedwrześniowej opozycji (SL, PPS, SN i SP) i takowe uzyskał. Celem takiego działania było odcięcie rodzącej się konspiracyjnej organizacji wojskowej od sanacji, którą społeczeństwo winiło za klęskę wrześniową, a tym samym pozyskanie poparcia u nowych władz emigracyjnych. Uważana jednak przez gen. Władysława Sikorskiego za zbyt zbliżoną do obozu sanacyjnego została rozkazem Naczelnego Wodza rozwiązana i zastąpiona z dniem 13 listopada 1939 przez Związek Walki Zbrojnej (ZWZ). Była pierwszą organizacją zbrojną Polskiego Państwa Podziemnego. Dotychczasowy dowódca SZP, gen. Michał Tokarzewski-Karaszewicz został mianowany komendantem ZWZ na obszar okupacji sowieckiej.
Rozkazy Sikorskiego i Sosnkowskiego z listopada 1939 poleciły przejęcie dotychczasowych struktur organizacyjnych SZP przez ZWZ.

## Organizacja

### Dowództwo Główne

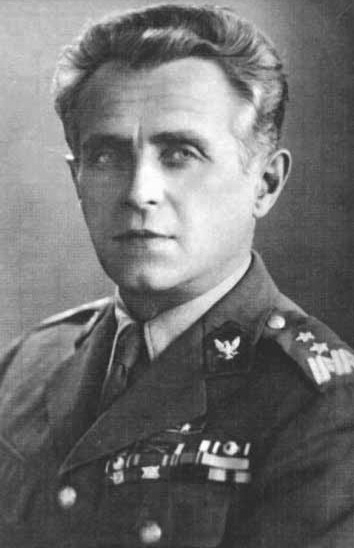
Michał Tokarzewski-Karaszewicz, jedyny Dowódca Główny Służby Zwycięstwu Polski

Dowódca Główny – gen. brygady Michał Tokarzewski-Karaszewicz
Zastępca Dowódcy Głównego – mjr dypl. Edmund Galinat „Komarski” – od września do listopada 1939 roku, płk dypl. Stefan Rowecki od października 1939 do stycznia 1940 roku
Szef Sztabu Dowództwa Głównego – płk dypl. Stefan Rowecki od października 1939 do stycznia 1940 roku
Szefowie Oddziałów Dowództwa Głównego
- Oddział I (organizacyjny) – mjr Antoni Sanojca „Kapnik”
- Oddział II (informacyjno-wywiadowczy) – mjr Wacław Berka „Brodowicz”
- Oddział III – płk dypl. Janusz Albrecht „Wojciech”
- Oddział IV (kwatermistrzostwo) – płk dypl Adam Świtalski „Dąbrowa”
- Oddział V (łączność) – kpt. Leon Chendyński „Gruda”
- Oddział VI (prasy i propagandy) – mjr Tadeusz Kruk-Strzelecki „Szczepan”
- Oddział VII (finansowy) – mjr Stanisław Thun „Malcz” okręg warszawski

### Dowództwa Wojewódzkie[4]
- Okręg Warszawski – Henryk Józewski „Olgierd”
- Okręg Lubelski – ppłk Józef Spychalski „Socha”
- Okręg Łódzki – płk Stanisław Sosabowski „Węglarz”
- Okręg Kielecki – płk dypl. Leopold Engel-Ragis „Śląski”
- Okręg Krakowski – mjr Jan Cichocki „Kabat”
  - Podokręg Zagłębie Dąbrowskie – ppłk Henryk Kowalówka „Oset”